# 山本彩
山本彩（日语：／ Yamamoto Sayaka */?，1993年7月14日—）是日本女藝人、創作歌手，為女子偶像團體NMB48 Team N前成員，曾為Team N隊長與NMB48總隊長，大阪府出身，所屬經紀公司為SYCompany。2011年以NMB48一期生身分出道。2014年至2016年5月間兼任AKB48 Team K成員。2018年11月4日自NMB48畢業，在籍期間被譽為NMB48的中心人物。在加入NMB48前，曾是2008年出道、但已解散的女子搖滾樂團MAD CATZ的成員之一。

## 經歷

### 加入NMB48前
2001年，山本進入曾經孕育出玉置成實等知名歌手的藝人養成學校littlecat就讀。2003年，被模特兒星探發掘，並簽下了模特兒的合約。2005年，與藝能事務所Smile Company簽下了訓練合約，並且成為了和該事務所同名的新樂團「Smile2Girls」的3名成員之一。2007年，和藝能事務所Smile Company所簽的訓練合約到期後，於翌年與日本索尼音樂娛樂簽訂合約。
2008年3月9日，原樂團「Smile2Girls」改名為「MAD CATZ」，並以單曲《Girls be Ambitious!》正式出道，更在當時被稱為「超級女子國中生樂團」，山本並以主唱「SAYAKA」的身分負責彈奏吉他。2009年年底，因成員ARISA退出，「MAD CATZ」宣告解散。2010年1月6日，山本對於沒辦法回應大家的期待而表示歉意，在團體解散時發表的訊息中寫下了自己將會再次出發。

### 加入NMB48後
2010年9月20日，山本報名參加「NMB48一期生徵選會」並合格（參加總人數7,256位，最終合格者26位）。10月9日，山本於AKB48的演唱會「東京秋祭」中和其他的26名合格者首次登場，並以26人中的代表身分向大家問好，以NMB48成員身分正式出道。
同年10月16日，在「LIVE STAND 2010 OSAKA的吉本新喜劇」中，與NMB48成員渡邊美優紀及小笠原茉由一起參與演出，並在翌日參加了SKE48於神戶國際會館舉辦的演唱會「SKE48 演唱会“这汗量不是闹着玩的”」的最終日演出。
12月18日，在大阪巨蛋舉辦的AKB48 《Beginner》全國握手會活動中，以NMB48第1期研究生25名成員之一的身分進行了驚喜突擊現場演出，並演唱了單曲《好想見你》。
2011年1月1日，山本成為NMB48隊長。同日，大阪市難波的NMB48劇場正式落成，NMB48 研究生 1st Stage「為了誰」公演開始，山本以選拔成員16人之中的一人的身分劇場出道。3月10日，Team N正式組成，並在NMB48第1期研究生25名之中選出了16名做為N組成員，而山本亦是其中一員。4月16日，在大阪巨蛋舉辦的《化作櫻花樹》發售紀念握手會中，被發表成為AKB48第21張單曲《Everyday、髮箍》的選拔成員之一，與同為NMB48的成員渡邊美優紀都是首次成為選拔成員。5月14日，山本擔任阪神甲子園球場阪神虎對中日龍的第5場開球者。6月9日，在「AKB48第22張單曲選拔總選舉」中獲得第28名（總票數8,697票），為NMB48之中唯一一位進入前40的成員，山本亦在同期間舉辦的「AKB48選拔總選舉2011 in 香港」投票中獲得第5名。
6月18日，山本參加第22屆金曲獎演出，此次是由AKB48的5名、SKE48的5名及NMB48的6名成員所組成的特別隊伍，成功的在海外進行首次演出。10月26日，AKB48第23張單曲《風正在吹》發行，山本為18名選拔成員的其中一員。
2012年2月8日，山本於當日發行的NMB48第三張單曲《純情U-19》劇場盤之中，以單曲《攀爬架》成為了NMB48中第一位有SOLO曲的成員。6月6日，山本於「AKB48第27張單曲選拔總選舉」以23,020票得第18位，也是NMB48中排名最高者。11月25日，山本以支持者的身分出席大阪市舉行的「大阪馬拉松 2012」。
2013年6月，山本於「AKB48第32張單曲選拔總選舉」中以51,793票獲得第14名，成為A面曲的選拔成員，也是NMB48中排名最高的成員。
2014年2月24日，於Zepp DiverCity Tokyo舉辦的「AKB48集團大組閣祭」中宣布留任Team N，並擔任Team N隊長與兼任AKB48 Team K成員。在6月發表的「AKB48第37張單曲選拔總選舉」中以67,916票獲得第6名。9月17日，於「AKB48 Group 猜拳大會2014」中被選為第38張單曲選拔成員。
2015年6月6日，山本於「AKB48第41張單曲選拔總選舉」中以97,866的票數再度獲得第6名。8月，NHK公布由AKB48演唱該年下半年晨間劇《阿淺來了》主題曲《365天的纸飞机》，並由山本擔任center（中心演唱成員），此曲亦是山本初次擔任AKB48的center。
同年8月26日，在橫山由依與渡邊麻友輪值主持的廣播節目《AKB48的All Night Nippon》中，山本接受電話訪問，並表示已接受聲帶手術並復原中。
2016年4月13日，渡邊美優紀在Team BII「引體後翻」公演上宣布畢業，同時山本宣佈解除兼任Team K，5月26日舉行Team K解除兼任公演。6月18日，山本於「AKB48第45張單曲選拔總選舉」中以110,411票獲得第4名。8月25日，於《AKB48的All Night Nippon》上宣布將於同年的10月26日發行首張個人專輯《Rainbow》，而此張專輯在SoundScan Japan於2016年10月24日至26日的統計中銷出約3.9萬張，排第2位，最終以約5.1萬張銷量取得週榜第2位。在Oricon公信榜中，專輯則以約5萬張銷量排在週榜第3位。8月27日，在兵庫縣神戶市世界紀念廳舉行的《NMB48 Request Hour Setlist Best235 2016》中宣布於同年11月舉行Zepp巡迴演出。10月18日，山本於『NMB48 6th Anniversary LIVE』宣布留任至NMB48 Team N，並且成為NMB48的總隊長。10月29日，出演《陪酒須加學園》，飾演安東尼奧（アントニオ）。11月2日，開始首次個人巡演「山本彩 LIVE TOUR ～Rainbow～」。
同年12月31日，于第67回NHK紅白歌合戰中舉辦的AKB48夢之紅白選拔取得第1位。
2017年3月29日發行首部個人散文集《所有的理由》（すべての理由），亦在推特上宣布4月28日將發行個人巡演「山本彩 LIVE TOUR 2016 ～Rainbow～」的DVD。3月31日，在推特上宣布不參選「AKB48第49張單曲選拔總選舉」。4月7日，《所有的理由》以1.9萬的周銷量登上了Oricon書籍榜綜合部門的第7名。10月4日，發行第二張個人專輯《identity》，在Oricon、Billboard兩大音樂榜拿下週間銷量第二的成績。
2018年7月30日，山本在東京中野太陽廣場舉行的《NMB48 LIVE TOUR 2018 in Summer》初日公演上，宣布將從NMB48畢業。。10月27日，在大阪的萬博紀念公園東之廣場舉辦畢業演唱會 。11月4日，於NMB48劇場舉辦畢業公演，正式從NMB48畢業。

### NMB48畢業後、個人發展
2019年
- 1月7日，官方fan club「SYC」及手機版「SYC MOBILE」正式成立。
- 2月17日，宣佈唱片公司移籍至環球音樂。
- 2月23日，舉辦個人巡演「I'm ready」。
- 4月17日，第一張個人單曲《一輪草》（イチリンソウ）發售。
- 8月10日（9日深夜），山本彩的冠名電台節目 CROSS FM『山本彩 カケル（日语：山本彩 カケル）』開播。
- 9月4日，第二張個人單曲《棘》（棘） 發售。
- 11月20日，第三張個人單曲《追憶之光》（追憶の光） 發售。
- 12月25日，第三張個人专辑《α（日语：α (山本彩のアルバム)）》發售。

2020年
- 2月22日，舉辦個人巡演「山本彩 LIVE TOUR 2020 〜α〜」，但是響應日本政府有關逐步緩解新型冠狀病毒感染的音樂會指導方案，宣佈3月1日之後的所有表演將暫停。8月28日，進行無觀眾現場直播音樂會（最後一場演出）。
- 7月1日，以畢業成員身份參加AKB48數位歌曲 《即使分離》（離れていても）。
- 7月14日，舉辦山本彩生日慶祝活動「Sayaka Yamamoto Celebration 2020」。
- 10月28日，第四張個人單曲《Zero Universe》（ゼロ ユニバース）發售。

2021年
- 2月24日，第五張個人單曲《戲劇性地乾杯（日语：ドラマチックに乾杯）》發售。
- 5月2日起，擔任 FM802「MOS BURGER HEART STUDIO」的DJ。

## 人物

### 特徵喜好
- 父親在建築公司工作，家中有兩個哥哥一個姐姐，是家中最小的孩子。父親曾在2014年6月4日榮獲「第八屆最佳驕傲父親獎in關西」的獎項[24]。由於受到姐姐影響，山本喜歡上了BL。[25]
- 興趣與特長為吉他（愛用品牌為Gibson Les Paul、PRS（日语：PRS Guitars） SE）、吊單槓。亦會打鼓。受母親的影響，喜歡B'z[26]。其他欣賞的藝人有GARNET CROW、YUI、阿部真央、艾薇兒·拉維尼、泰勒絲、Alice Nine[27]等。
- 對於歷史探索有莫大的興趣，喜歡武將明智光秀，更稱呼他為並在手機上貼上了明智家的桔梗家紋。「雖然社會上對於他是個謀反的奸臣的印象比較強，不過他其實是個被人民所愛慕著的好領主，還留下了許多能夠溫暖人心的傳說。」[28]。在個人Google+公布的自己房間的擺設圖中，有一張新選组副長土方歲三的照片。[29][30]
- 腕力非常強。AKB48中以腕力著稱的成員大家志津香都曾在部落格中表示，「我可能贏不過她（山本彩）」。[31]
- 十足路癡。「雖然最喜歡散步和在街上探索了，不過總是會馬上迷路」[32]。
- 喜歡的男性類型為「嚴以律己、不扭扭捏捏」[33]。
- 特徵為十分明顯的顴骨，而本人也十分喜歡。對自己的時尚品味十分沒有信心。[34]
- 表示喜歡K-POP，有自學韓文以了解歌詞意思[35]。

### 48系相關
- 因為擁有著只要直視就會彷彿被吸進去的眼睛、以及壓倒性的歌唱力，而成為成員中被憧憬著的對象、NMB48中絕對的王牌。金子刚（NMB48劇場經理）「無論在哪裡都是大好評的Team Leader。不管是唱歌還是跳舞抑或表現能力，都早已經是選拔成員等級了」[36]。
- 在NMB劇場中使用的自介詞是（開朗、簡潔、清爽、「彩」（觀眾與成員一起喊）活潑、溫柔、美麗、「彩」（觀眾與成員一起喊））（日文發音為：SAYAKA SASAYAKA SAWAYAKA SAYAKA SASATTO YASASISA AZAYAKA SAYAKA）[37]。
- 學了9年的舞蹈。SKE48成員松井珠理奈都表示對山本的舞蹈能力讚不絕口[38]。
- 雖然官方資料上的暱稱是「彩」（日文發音為：SAYAKA），但也時常被稱作（彩姊）[39]。
- 憧憬的前輩為前AKB48成員前田敦子[40]，尊敬的前輩為高橋南，稱大島優子很會照顧人的性格亦成為其學習目標[41]。
- NMB之中關係最好的成員為小笠原茉由、上西恵、木下春奈、山田菜菜、渡邊美優紀、山口夕輝以及福本愛菜[38]。

## 音樂演出
- 註：標註有「★」符號者表示該首歌曲有拍攝MV

### 個人單曲
|                 | 發行日          | 單曲名稱                                        | Oricon 週榜最高名次 | 首周銷量        | 累計銷量        | 發售形態                | 產品編號                      | 版本                       | 備註            |
| Universal SIGMA | Universal SIGMA | Universal SIGMA                                 | Universal SIGMA     | Universal SIGMA | Universal SIGMA | Universal SIGMA         | Universal SIGMA               | Universal SIGMA            | Universal SIGMA |
| --------------- | --------------- | ----------------------------------------------- | ------------------- | --------------- | --------------- | ----------------------- | ----------------------------- | -------------------------- | --------------- |
| 1st             | 2019年4月17日   | 一輪草 （イチリンソウ）                                     | 3                   | 30,065張        | 35,637張        | CD+DVD+相册 CD+DVD CD   | PDCS-5919 UMCK-7009 UMCK-5670 | FC限定盤 初回限定盤 通常盤 |                 |
| 2nd             | 2019年9月4日    | 棘                                              | 6                   | 19,604張        | 22,948張        | CD+DVD+相册 CD+DVD CD   | PDCS-5920 UMCK-7025 UMCK-5677 | FC限定盤 初回限定盤 通常盤 |                 |
| 3rd             | 2019年11月20日  | 追憶之光 （追憶の光）                                   | 8                   | 15,128張        | -張             | CD+DVD+相册 CD+DVD CD   | PDCS-5921 UMCK-7034 UMCK-5683 | FC限定盤 初回限定盤 通常盤 |                 |
| -               | 2020年8月26日   | feel the night feat. Kai Takahashi(LUCKY TAPES) | 37                  | -張             | -張             | LP唱片                  | UMKK-9002                     | 完全生産限定盤             |                 |
| 4th             | 2020年10月28日  | Zero Universe （ゼロ ユニバース）                              | 3                   | -張             | -張             | CD+DVD+相册等 CD+DVD CD | PDCS-5923 UMCK-7084 UMCK-5694 | FC限定盤 初回限定盤 通常盤 |                 |
| 5th             | 2021年2月24日   | 戲劇性地乾杯 （）                               | 10                  | -張             | -張             | CD+DVD+相册 CD+DVD CD   | PDCS-5928 UMCK-7104 UMCK-5699 | FC限定盤 初回限定盤 通常盤 |                 |

### 個人專輯
|                   | 發行日            | 單曲名稱          | Oricon 週榜最高名次 | 首周銷量          | 累計銷量          | 發售形態              | 產品編號                      | 版本                       | 備註              |
| YOSHIMOTO R and C | YOSHIMOTO R and C | YOSHIMOTO R and C | YOSHIMOTO R and C   | YOSHIMOTO R and C | YOSHIMOTO R and C | YOSHIMOTO R and C     | YOSHIMOTO R and C             | YOSHIMOTO R and C          | YOSHIMOTO R and C |
| ----------------- | ----------------- | ----------------- | ------------------- | ----------------- | ----------------- | --------------------- | ----------------------------- | -------------------------- | ----------------- |
| 1st               | 2016年10月26日    | Rainbow           | 3                   | 50,375張          | -張               | CD+DVD CD             | YRCS-95076                    | 初回限定盤 通常盤          |                   |
| 2nd               | 2017年10月4日     | identity          | 2                   | 36,988張          | -張               | CD+DVD CD             | YRCS-95088 YRCS-95089         | 初回限定盤 通常盤          |                   |
| Universal SIGMA   |                   |                   |                     |                   |                   |                       |                               |                            |                   |
| 3rd               | 2019年12月25日    | α                 | 5                   | -張               | -張               | CD+DVD+相册 CD+DVD CD | PDCS-1912 UMCK-7041 UMCK-1644 | FC限定盤 初回限定盤 通常盤 |                   |

### NMB48單曲
|      | 發行日期       | 單曲名稱             | 參與歌曲名稱          | 名義      | 收錄於                                        | MV | 備註                             |
| ---- | -------------- | -------------------- | --------------------- | --------- | --------------------------------------------- | -- | -------------------------------- |
| 1st  | 2011年7月20日  | 絕滅黑髮少女         | 絕滅黑髮少女          |           | 全版本                                        | ★  | A面曲                            |
| 1st  | 2011年7月20日  | 絕滅黑髮少女         | 青春的單圈時間        |           | Type-A Type-B                                 | ★  | Center                           |
| 1st  | 2011年7月20日  | 絕滅黑髮少女         | 我輸了的夏天          | 白組      | Type-A 劇場盤                                 | ★  | Center                           |
| 1st  | 2011年7月20日  | 絕滅黑髮少女         | 三日月的背影          |           | 劇場盤                                        |    | Center                           |
| 2nd  | 2011年10月19日 | Oh My God!           | Oh My God!            |           | 全版本                                        | ★  | A面曲 与山田菜菜共同担任Center   |
| 2nd  | 2011年10月19日 | Oh My God!           | 我在等待              |           | Type-A Type-B Type-C                          |    | Center                           |
| 2nd  | 2011年10月19日 | Oh My God!           | 結晶                  | 白組      | Type-A 劇場盤                                 | ★  | Center                           |
| 2nd  | 2011年10月19日 | Oh My God!           | 謊言的天秤            | NMB7      | Type-C                                        |    | Center                           |
| 3rd  | 2012年2月8日   | 純情U-19             | 純情U-19              |           | 全版本                                        | ★  | A面曲 Center                     |
| 3rd  | 2012年2月8日   | 純情U-19             | 努力的水滴            | 白組      | Type-A 劇場盤                                 | ★  | Center                           |
| 3rd  | 2012年2月8日   | 純情U-19             | 戀愛的速度            | NMB Seven | Type-C                                        |    | Center                           |
| 3rd  | 2012年2月8日   | 純情U-19             | 攀爬架                | 山本彩    | 劇場盤                                        |    | 獨唱曲                           |
| 4th  | 2012年5月9日   | 海岸邊最可愛的女孩！ | 海岸邊最可愛的女孩！  |           | 全版本                                        | ★  | A面曲 Center                     |
| 4th  | 2012年5月9日   | 海岸邊最可愛的女孩！ | 最後的淨化            | 白組      | Type-A 劇場盤                                 | ★  | Center                           |
| 4th  | 2012年5月9日   | 海岸邊最可愛的女孩！ | 初戀的方向和PLAYBALL  | NMB Seven | Type-C 劇場盤                                 |    | Center                           |
| 5th  | 2012年8月8日   | Virginity            | Virginity             |           | 全版本                                        | ★  | A面曲 Center                     |
| 5th  | 2012年8月8日   | Virginity            | 妄想女朋友            |           | Type-A Type-B Type-C                          | ★  |                                  |
| 5th  | 2012年8月8日   | Virginity            | 我們的帆船賽          | 白組      | Type-A 劇場盤                                 | ★  | Center                           |
| 6th  | 2012年11月7日  | 北川謙二             | 北川謙二              |           | 全版本                                        | ★  | A面曲 与渡边美优纪共同担任Center |
| 6th  | 2012年11月7日  | 北川謙二             | In-goal               |           | Type-A Type-B Type-C                          |    | Center                           |
| 6th  | 2012年11月7日  | 北川謙二             | 星空的商隊            | 白組      | Type-A 劇場盤                                 | ★  | Center                           |
| 7th  | 2013年6月19日  | 我們的發現           | 我們的發現            |           | 全版本                                        | ★  | A面曲 Center                     |
| 7th  | 2013年6月19日  | 我們的發現           | 傳不到的傳達物        |           | Type-A Type-B Type-C                          |    | Center                           |
| 7th  | 2013年6月19日  | 我們的發現           | 臼齒                  | 白組      | Type-A 劇場盤                                 | ★  | Center                           |
| 8th  | 2013年10月2日  | 大蔥鴨們             | 大蔥鴨們              |           | 全版本                                        | ★  | A面曲 Center                     |
| 8th  | 2013年10月2日  | 大蔥鴨們             | 在傾盆暴雨的青春之中  | 白組      | Type-A 劇場盤                                 | ★  | Center                           |
| 9th  | 2014年3月26日  | 高山上的蘋果         | 高山上的蘋果          |           | 全版本                                        | ★  | A面曲 Center                     |
| 9th  | 2014年3月26日  | 高山上的蘋果         | 舞會上的戀人          | 白組      | Type-A 劇場盤                                 | ★  | Center                           |
| 10th | 2014年11月5日  | 真不像我             | 真不像我              |           | 全版本                                        | ★  | A面曲                            |
| 10th | 2014年11月5日  | 真不像我             | 朋友                  |           | 全版本                                        |    | 与山田菜菜合唱                   |
| 10th | 2014年11月5日  | 真不像我             | 休戰協定              | Team N    | Type-A                                        | ★  | 与柏木由紀共同担任Center         |
| 11th | 2015年3月31日  | Don't look back!     | Don't look back!      |           | 全版本                                        | ★  | A面曲                            |
| 11th | 2015年3月31日  | Don't look back!     | 畢業旅行              |           | 通常盤Type-A 通常盤Type-B 通常盤Type-C 劇場盤 |    |                                  |
| 11th | 2015年3月31日  | Don't look back!     | 戀愛欺騙者            | Team N    | 通常盤Type-A 限定盤Type-A                     | ★  | Center                           |
| 12th | 2015年7月15日  | 榴槤少年             | 榴槤少年              |           | 全版本                                        | ★  | A面曲                            |
| 12th | 2015年7月15日  | 榴槤少年             | 生命的中心            | Team N    | Type-A                                        | ★  | Center                           |
| 13th | 2015年10月7日  | Must be now          | Must be now           |           | 全版本                                        | ★  | A面曲 Center                     |
| 13th | 2015年10月7日  | Must be now          | 我們就是              |           | 劇場盤                                        |    |                                  |
| 13th | 2015年10月7日  | Must be now          | 夢想沒有顏色的理由    | Team N    | 通常盤Type-A 限定盤Type-A                     | ★  | Center                           |
| 14th | 2016年4月27日  | 輕咬少女             | 輕咬少女              |           | 全版本                                        | ★  | A面曲 Center                     |
| 14th | 2016年4月27日  | 輕咬少女             | 365天的紙飛機         |           | 全版本                                        |    | 獨唱版本                         |
| 14th | 2016年4月27日  | 輕咬少女             | 無常物語              | Team N    | Type-B                                        | ★  |                                  |
| 14th | 2016年4月27日  | 輕咬少女             | 道頓堀啊，讓我灑淚吧! |           | 劇場盤                                        |    | Center                           |
| 15th | 2016年8月3日   | 我不在               | 我不在                |           | 全版本                                        | ★  | A面曲                            |
| 15th | 2016年8月3日   | 我不在               | 若在此刻              | 彩迷路    | 全版本                                        |    | 作曲                             |
| 15th | 2016年8月3日   | 我不在               | 從天而降的戀愛        | Team N    | Type-A                                        | ★  |                                  |
| 16th | 2016年12月26日 | 除我之外的人         | 除我之外的人          |           | 全版本                                        | ★  | A面曲 Center                     |
| 16th | 2016年12月26日 | 除我之外的人         | 孤獨吉他              | Team N    | Type-A                                        | ★  | Center                           |
| 17th | 2017年12月27日 | 呵呵人類             | 呵呵人類              |           | 全版本                                        | ★  |                                  |
| 17th | 2017年12月27日 | 呵呵人類             | 在哪裏接吻            | Team N    | Type-A                                        | ★  |                                  |
| 18th | 2018年4月4日   | 欲望者               | 欲望者                |           | 全版本                                        | ★  | A面曲 Center                     |
| 18th | 2018年4月4日   | 欲望者               | 阪急電車              | Team N    | Type-A                                        | ★  | 與山本彩加共同擔任Center         |
| 19th | 2018年10月17日 | 即使是我也會哭泣的啊 | 即使是我也會哭泣的啊  |           | 全版本                                        | ★  | A面曲 Center                     |
| 19th | 2018年10月17日 | 即使是我也會哭泣的啊 | 謊言機器              | Team N    | Type-A                                        | ★  | 與山本彩加共同擔任Center         |
| 19th | 2018年10月17日 | 即使是我也會哭泣的啊 | 想你忘記              | 山本彩    | Type-D                                        | ★  | 獨唱曲                           |

### NMB48專輯
|     | 發行日期      | 專輯名稱                        | 參與歌曲名稱                 | 名義   | 收錄於        | 備註                       |
| --- | ------------- | ------------------------------- | ---------------------------- | ------ | ------------- | -------------------------- |
| 1st | 2013年2月27日 | 尖端頂點之上！                  | 尖端頂點之上！               |        | 全版本        | 與渡邊美優紀共同擔任Center |
| 1st | 2013年2月27日 | 尖端頂點之上！                  | 12月31日                     |        | 全版本        | Center                     |
| 1st | 2013年2月27日 | 尖端頂點之上！                  | Lily                         | Team N | Type-N 劇場盤 | Center                     |
| 1st | 2013年2月27日 | 尖端頂點之上！                  | 讀了太宰治嗎？               |        | Type-B        | Center                     |
| 2nd | 2014年8月13日 | 世界的中心是大阪 ～難波自治區～ | 伊維薩女孩                   |        | 全版本        | Center                     |
| 2nd | 2014年8月13日 | 世界的中心是大阪 ～難波自治區～ | 「別在意學生手冊照片」的法則 |        | 全版本        | 與渡邊美優紀共同擔任Center |
| 2nd | 2014年8月13日 | 世界的中心是大阪 ～難波自治區～ | 下電車                       | Team N | Type-N        | 與柏木由紀共同擔任Center   |
| 2nd | 2014年8月13日 | 世界的中心是大阪 ～難波自治區～ | 雖然想抱緊你                 |        | Type-N        | 獨唱曲                     |
| 3rd | 2017年8月2日  | 難波愛～現在、想到的事情～      | 竟然是新加坡                 |        | 全版本        |                            |
| 3rd | 2017年8月2日  | 難波愛～現在、想到的事情～      | 難波愛                       |        | 全版本        |                            |

### AKB48單曲
|      | 發行日期       | 單曲名稱           | 參與歌曲名稱       | 名義           | 收錄於        | MV | 備註                       |
| ---- | -------------- | ------------------ | ------------------ | -------------- | ------------- | -- | -------------------------- |
| 21st | 2011年5月25日  | Everyday、髮箍     | Everyday、髮箍     |                | 全版本        | ★  | A面曲                      |
| 22nd | 2011年8月24日  | 飛翔入手           | 不能擁抱你         | Under Girls    | 全版本        | ★  |                            |
| 22nd | 2011年8月24日  | 飛翔入手           | 野菜占卜           |                | 劇場版        |    |                            |
| 23rd | 2011年10月26日 | 風正在吹           | 風正在吹           |                | 全版本        | ★  | A面曲                      |
| 24th | 2011年12月7日  | 崇尚麻里子         | 耶誕夜             |                | 全版本        | ★  |                            |
| 25th | 2012年2月15日  | GIVE ME FIVE!      | GIVE ME FIVE!      |                | 全版本        | ★  | A面曲                      |
| 26th | 2012年5月23日  | 仲夏的Sounds good! | 仲夏的Sounds good! |                | 全版本        | ★  | A面曲                      |
| 26th | 2012年5月23日  | 仲夏的Sounds good! | Google+的天空      |                | Type-B        | ★  |                            |
| 27th | 2012年8月29日  | 格子花紋           | 如此波西米亞       | Under Girls    | Type-B        | ★  |                            |
| 28th | 2012年10月31日 | UZA                | UZA                |                | 全版本        | ★  | A面曲                      |
| 29th | 2012年12月5日  | 永遠的壓力         | HA!                | NMB48          | Type-B        | ★  | 与渡边美优纪共同担任Center |
| 30th | 2013年2月20日  | So long!           | So long!           |                | 全版本        | ★  | A面曲                      |
| 31st | 2013年5月22日  | 再見自由式         | 再見自由式         |                | 全版本        | ★  | A面曲                      |
| 32nd | 2013年8月21日  | 戀愛的幸運餅乾     | 戀愛的幸運餅乾     |                | 全版本        | ★  | A面曲                      |
| 33rd | 2013年10月30日 | 真心電流           | 真心電流           |                | 全版本        | ★  | A面曲                      |
| 34th | 2013年12月11日 | 倘若在梧桐樹什麼的 | Mosh&Dive          |                | 全版本        | ★  |                            |
| 34th | 2013年12月11日 | 倘若在梧桐樹什麼的 | 遇見你之後我變了   | NMB48          | Type-N        | ★  |                            |
| 35th | 2014年2月26日  | 勇往直前           | 勇往直前           |                | 全版本        | ★  | A面曲                      |
| 36th | 2014年5月21日  | 拉布拉多尋回犬     | 拉布拉多尋回犬     |                | 全版本        | ★  | A面曲                      |
| 36th | 2014年5月21日  | 拉布拉多尋回犬     | 心爱的对手         | Team K         | Type-K        | ★  | 与松井珠理奈共同担任Center |
| 37th | 2014年8月27日  | 心意告示牌         | 心意告示牌         |                | 全版本        | ★  | A面曲                      |
| 38th | 2014年11月26日 | 希望無限           | 希望無限           |                | 全版本        | ★  | A面曲                      |
| 38th | 2014年11月26日 | 希望無限           | 第一次兜風         | Team K         | Type-B        | ★  | 与松井珠理奈共同担任Center |
| 39th | 2015年3月4日   | Green Flash        | Green Flash        |                | 全版本        | ★  | A面曲                      |
| 39th | 2015年3月4日   | Green Flash        | 來真的嗎Fight      |                | Type-A        | ★  |                            |
| 39th | 2015年3月4日   | Green Flash        | 龐克搖滾           | NMB48          | Type-N        | ★  | Center                     |
| 40th | 2015年5月20日  | 我們不戰鬥         | 我們不戰鬥         |                | 全版本        | ★  | A面曲                      |
| 40th | 2015年5月20日  | 我們不戰鬥         | 你的第二章         |                | Type-D        | ★  |                            |
| 41th | 2015年8月26日  | Halloween Night    | Halloween Night    |                | 全版本        | ★  | A面曲                      |
| 41th | 2015年8月26日  | Halloween Night    | 一步目音頭         |                | Type-C        | ★  |                            |
| 41th | 2015年8月26日  | Halloween Night    | 混混機關槍         |                | Type-D        | ★  |                            |
| 41th | 2015年8月26日  | Halloween Night    | 群像               |                | 劇場盤        |    |                            |
| 42nd | 2015年12月9日  | 紅唇Be My Baby     | 紅唇Be My Baby     |                | 全版本        | ★  | A面曲                      |
| 42nd | 2015年12月9日  | 紅唇Be My Baby     | 365天的紙飛機      |                | 全版本        | ★  | Center                     |
| 42nd | 2015年12月9日  | 紅唇Be My Baby     | 班花的選擇         | 玲奈總選舉選拔 | Type-B        | ★  |                            |
| 42nd | 2015年12月9日  | 紅唇Be My Baby     | 姊姊的自言自語     | Team K         | Type-B        | ★  |                            |
| 42nd | 2015年12月9日  | 紅唇Be My Baby     | 鼓勵的話           |                | Type-D        | ★  |                            |
| 43rd | 2016年3月9日   | 你就是旋律         | 你就是旋律         |                | 全版本        | ★  | A面曲                      |
| 43rd | 2016年3月9日   | 你就是旋律         | 緊抓不放的青春     | NMB48          | Type-B        | ★  | Center                     |
| 44th | 2016年6月1日   | 不需要翅膀         | 不需要翅膀         |                | 全版本        | ★  | A面曲                      |
| 44th | 2016年6月1日   | 不需要翅膀         | 哀愁小號手         | Team K         | Type-C 劇場盤 | ★  |                            |
| 45th | 2016年8月31日  | LOVE TRIP/分享幸福 | LOVE TRIP/分享幸褔 |                | 全版本        | ★  | A面曲                      |
| 45th | 2016年8月31日  | LOVE TRIP/分享幸福 | 光與影的每一天     |                | 全版本        | ★  | 與橫山由依共同擔任Center   |
| 46th | 2016年11月16日 | High Tension       | High Tension       |                | 全版本        | ★  | A面曲                      |
| 47th | 2017年3月15日  | Shoot Sign         | Shoot Sign         |                | 全版本        | ★  | A面曲                      |
| 47th | 2017年3月15日  | Shoot Sign         | 午夜的逞強         | NMB48          | Type-B        | ★  |                            |
| 48th | 2017年5月31日  | 空有願望           | 空有願望           |                | 全版本        | ★  | A面曲                      |
| 48th | 2017年5月31日  | 空有願望           | 當時的五百圓硬幣   |                | Type-C        | ★  | Center                     |
| 50th | 2017年11月22日 | 11月的腳鏈         | 11月的腳鏈         |                | 全版本        | ★  | A面曲                      |
| 50th | 2017年11月22日 | 11月的腳鏈         | 野蠻的求愛         | 舞蹈選拔       | Type-D        | ★  | Center                     |
| 50th | 2017年11月22日 | 11月的腳鏈         | 出乎意料的故事     | 主唱選拔       | 劇場盤        |    |                            |
| 51st | 2018年3月14日  | Ja-Ba-Ja           | Ja-Ba-Ja           |                | 全版本        | ★  | A面曲                      |
| 51st | 2018年3月14日  | Ja-Ba-Ja           | 犯蠢               | NMB48          | Type-B        | ★  |                            |
| 52nd | 2018年5月30日  | Teacher Teacher    | Teacher Teacher    |                | 全版本        | ★  | A面曲                      |

### AKB48專輯
|     | 發行日期       | 專輯名稱                     | 參與歌曲名稱      | 名義                       | 備註                     |
| --- | -------------- | ---------------------------- | ----------------- | -------------------------- | ------------------------ |
| 3rd | 2011年6月8日   | 就是在這裡                   | 就是在這裡        | AKB48、SKE48、SDN48和NMB48 |                          |
| 4th | 2012年8月15日  | 1830m                        | 藍天 不會寂寞嗎？ | AKB48、SKE48、NMB48和HKT48 |                          |
| 5th | 2014年1月22日  | 未來軌跡                     | 10个硬币与面包    |                            | Center                   |
| 6th | 2015年1月21日  | 這裡是羅德斯島、在這裡跳吧！ | 爱的存在          |                            |                          |
| 6th | 2015年1月21日  | 這裡是羅德斯島、在這裡跳吧！ | Conveyor          | Team K                     |                          |
| 6th | 2015年1月21日  | 這裡是羅德斯島、在這裡跳吧！ | 爱与伤心的时差    |                            | 獨唱曲                   |
| 7th | 2015年11月18日 | 0與1之間                     | 爱的使者          | Team K                     |                          |
| 7th | 2015年11月18日 | 0與1之間                     | LOVE ASH          |                            | 与高桥南合唱             |
| 8th | 2017年1月25日  | 點時成菁                     | 過錯              |                            | 与稲垣潤一合唱           |
| 9th | 2018年1月24日  | 那個黎明，我們都知道         | 鞋帶的綁法        |                            |                          |
| 9th | 2018年1月24日  | 那個黎明，我們都知道         | 全是臭東西        |                            | 与柏木由紀、橫山由依合唱 |

### 劇場公演分組曲
| 公演名稱                           | 參與歌曲名稱       | 備註           |
| ---------------------------------- | ------------------ | -------------- |
| 研究生時期                         |                    |                |
| NMB48 1期生「為了誰」公演          | Bird               | Center         |
| NMB48 1期生「為了誰」公演          | 制服真礙事         |                |
| Team N時期                         |                    |                |
| Team N 1st Stage「為了誰」公演     | Bird               | Center         |
| Team N 1st Stage「為了誰」公演     | 制服真礙事         |                |
| Team N 2nd Stage「青春女孩」公演   | Blue rose          |                |
| Team N 2nd Stage「青春女孩」公演   | 放浪之夏           |                |
| Team N 1st Stage「為了誰」復活公演 | Bird               |                |
| Team N 1st Stage「為了誰」復活公演 | 制服真礙事         |                |
| Team N 3rd Stage「天使在這裡」公演 | 夢之dead body      | 獨唱曲         |
| Team N 3rd Stage「天使在這裡」公演 | 第一顆星星         | Center         |
| Team N 3rd Stage「天使在這裡」公演 | 即使100年前        | Center         |
| Team N 3rd Stage「天使在這裡」公演 | 在世界被雪淹没之前 | 岸野里香的代演 |
| Team N 4th Stage「天使在這裡」公演 | 夢之dead body      | 獨唱曲         |
| Team N 4th Stage「天使在這裡」公演 | 第一顆星星         | Center         |
| Team N 4th Stage「天使在這裡」公演 | 即使100年前        | Center         |
| Team N 4th Stage「天使在這裡」公演 | 在世界被雪淹没之前 | 分组曲洗牌后   |

| 公演名稱                             | 參與歌曲名稱 | 備註   |
| ------------------------------------ | ------------ | ------ |
| AKB48 橫山Team K兼任時期             |              |        |
| Team K 7th Stage「RESET」公演        | 制服的抵抗   | Center |
| Team K 8th Stage「最终钟声鸣响」公演 | 再战         |        |

### 過往唱片單曲
- 以MAD CATZ名義：
  - Girls be Ambitious!（2008年3月9日，SME Records）
  - POSITIVE（2009年1月21日，日本古倫美亞）

## 媒体演出

### 電影
- NMB48 藝人!THE MOVIE 搞笑青春女孩（2013年8月1日）
- NMB48 艺人！THE MOVIE RETURNS 毕业！搞笑青春女孩们的新旅程（2014年7月25日）

### 電視劇
- 馬路須加學園4 （2015年1月19日 - 3月30日，日本電視台） - 飾 安东尼奥（アントニオ）
- 馬路須加學園5 （2015年8月25日 ，日本電視台、Hulu） - 飾 安东尼奥
- AKB恐怖夜 腎上腺素之夜（2015年10月15日，朝日電視台）- 飾 杏奈（單篇主演）
- 火花（2016年6月3日、Netflix）
- 陪酒须加学园 （2016年10月30日，日本電視台） - 飾 安东尼奥

### 舞台劇
- 吉本興業創業100周年記念公演 吉本百年物語5月公演「从你和我开始」（2012年6月4日、難波豪華花月）

### 朗讀劇
- 腎上腺素之夜（2015年10月8日，東京六本木Zepp Blue Theater（日语：六本木ブルーシアター））

### 電視節目
- 明星尋找太郎（「NMB48企劃」，東京電視台）
- AKBINGO!（2011年2月2日 - 16日、2013年1月2日 - ，日本電視台）
- 原來如此！高校（2011年4月21日 - 2012年3月8日，日本電視台）
- docking48（2011年4月19日 - 2013年3月26日，關西電視台）
- AKB和××!（不定期演出、××選抜，讀賣電視台）
- 難波撫子（2011年7月12日 - 12月28日，日本電視台）
- ケンコバ・陣内・たむけんのめっちゃええやん! 韓国旅 食べチャ〜買っチャ〜キレイになっチャ〜100連発!!（2012年3月25日，關西電視台）
- NMB48 藝人!（2012年7月3日 - 9月25日，日本電視台）
  - NMB48 藝人!!2（2013年4月3日 - 6月19日，日本電視台）
- Aruaru YY電視（2012年11月26日、TVQ九州放送）
- 爆笑 大日本アカン警察（2012年12月2日 - 9日，富士電視台）
- 有吉AKB共和国（不定期演出，TBS）
- Black Million（不定期演出，東京電視台）
- NMB和學習君（2013年4月11日 - ，關西電視台）
- ワケあり!レッドゾーン（日语：ワケあり!レッドゾーン）（2013年10月4日 - 、讀賣電視台）※日本電視台10月3日 -
- NMB48山本彩的M-姐 〜音乐姐姐〜（日语：NMB48山本彩のM-姉 〜ミュージックお姉さん〜）（2013年11月30日 - 、SPACE SHOWER TV Plus）
- Biking（日语：バイキング (テレビ番組)）（2014年4月4日－，每周五出演，富士電視台）
- NMB48山本彩的、常规无论如何的歌!（日语：NMB48山本彩の、レギュラーとれてもうた!）（2015年7月7日－，Kawaiian TV）
- 虎棒（日语：虎バン）（不定期演出，ABC電視台）

### 廣播節目
- NMB48學園（2011年4月9日 -  2013年9月28日・2015年3月28日、ABC電台）
- NMB48山本彩的、常规无论如何的歌!（日语：NMB48山本彩の、レギュラーとれてもうた!）（2014年10月2日 - 2016年3月27日、文化放送）
- アッパレやってまーす!（日语：アッパレやってまーす!）（2016年4月18日 - 、MBS電台）

### 廣告
- 可果美 （2011年7月2日 - ） - 飾演「野菜姊妹」豌豆
- HIS （2013年12月28日 -）
- 美津濃 （2014年3月11日 - ）
- 松下電器 （2014年3月24日 - ）
- 日本煙草產業公司 （2014年7月4日 - ）
- 武田藥品工業 （2015年6月15日 - ）
- 日本放送協會 （2015年11月 - 12月）

### 活動
- LIVE STAND 2010 OSAKA 吉本新喜劇（2010年10月16日、Intex大阪（日语：大阪国際見本市会場））
- SKE48 演唱会「汗量不是说着玩的」supported by LAWSON（2010年10月17日、神戸国際会館（日语：神戸国際会館）国际厅）
- 第55回 通天閣恒例（2011年2月1日、通天閣）

## 書籍

### 雜誌、新聞連載
- smart（2012年10月24日 - 、宝岛社 ） - 「My Happy Starting」連載
- Tarzan（日语：ターザン (雑誌)）（2015年8月20日 - 、Magazine House） - 「さや筋トレ48」連載

### 写真集
1. 《彩神》（さや神）（2012年11月21日、集英社、撮影：渡辺達生（日语：渡辺達生））ISBN 978-4087806656
2. 《SY》（2015年2月10日、ヨシモトブックス、撮影：紀嘉良）ISBN 978-4847047275
3. 《大家的山本彩》（みんなの山本彩）（2016年1月8日、ヨシモトブックス）ISBN 978-4847048159

## 外部連結
- 山本彩官方网站（日語）
- 山本彩官方粉絲俱樂部（日語）
- Showtitle個人介紹頁 （页面存档备份，存于）（日語）
- NMB48個人介紹頁（日語）
- AKB48個人介紹頁（日語）
- NMB48官方Blog（山本彩）（日語）
- 日本索尼音樂娛樂官方網站裡發售MAD CATZ的單曲。 （页面存档备份，存于）（日語）
- 山本彩的X（前Twitter）（2014年10月9日－）（日語）
- 山本彩的Instagram帳戶 （日語）
- 山本彩 官方755 （页面存档备份，存于）（日語）
- 山本彩 - Vine（日語）
- 山本彩的新浪微博（2020年10月28日－）（日語）
- YouTube上的Sayaka Yamamoto頻道（日語）